# 葡萄牙伊比利亞軟口魚
葡萄牙伊比利亞軟口魚（學名：Iberochondrostoma olisiponense）為輻鰭魚綱鯉形目雅羅魚科伊比利亞軟口魚屬的其中一種，被IUCN列為極危保育類動物，分布於歐洲葡萄牙特茹河流域，體呈紡錘形，側線明顯，鰭基部沒有強烈的微紅色，嘴巴明顯拱形,腹鰭長並延伸直達肛門，雄魚背鰭、腹鰭和臀鰭通常有8條分支鰭條，側線有36至43片鱗片，體背深灰色，腹部銀白色，體側略帶青色，與伊比利亞軟口魚相比，具有更高的身體、相對更長的頭部和更大的眼睛，體長可達18公分，棲息在水流平緩、植物生長的溪流，屬雜食性，族群因棲地破壞而受威脅。